# SCANDAL (2008年のテレビドラマ)
『SCANDAL』（スキャンダル）は、2008年10月19日から12月21日までTBS系列の『日曜劇場』枠（毎週日曜日21:00 - 21:54、JST）で放送された日本のテレビドラマ。主演は鈴木京香。

## あらすじ
年齢も性格もまったく違う高柳貴子・河合ひとみ・鮫島真由子・新藤たまきの4人は、白石理佐子の結婚式で初めて知り合う。その夜のバチェラレットパーティーで、理佐子はそれぞれが男をナンパして連れてくる「逆ナンゲーム」を提案。渋々応じた4人だったが、直後、理佐子が失踪してしまう。

## キャスト

### 高柳家
高柳 貴子〈40〉
演 - 鈴木京香
主人公4人組のうちの一人で、秀典の妻。昔は国際線の客室乗務員をしており、理佐子とは同期であった。
客室乗務員時代、出入りの営業マンであった秀典と付き合いはじめ、25歳で結婚、すぐに娘・咲希をもうける。復職するつもりであったが、秀典の懇願で専業主婦として家庭に残ることを決めた。
真面目な性格で、育児・家事・その他全ての面において完璧な主婦を続けている。綺麗ごとや理屈でまとめてしまうきらいがあり、真由子らに「生徒会長」と揶揄されている。
高柳 秀典〈42〉
演 - 沢村一樹
貴子の夫で、大手広告代理店「帝都エージェンシー」の営業マン。人当たり良く社交的で、会社での成績も優秀なエリート社員であるが、休日はゴルフによる接待ばかり。また、非常に女性にもて、結婚後も浮気を繰り返している。貴子は、鬱屈するものを抱えながらも、表面上は「どこの家庭にもあること」と受け流している。
貴子とつき合う以前に理佐子とつき合っていた過去があった。
高柳 咲希〈14〉
演 - 荒井萌
貴子と秀典の娘。中学2年生。生意気な反抗期真っ盛りで、何かと口うるさい母親や喧嘩の多い両親に不快感を示していたが、貴子の懸命な姿に気づいたことで反抗がおさまり、秀典と喧嘩する貴子の味方をするまでになった。なお、高柳家の棚には咲希の幼少時代の写真が飾ってあるが、これは全て咲希を演じる荒井萌自身のものである。

### 河合家
河合 ひとみ〈32〉
演 - 長谷川京子
主人公4人組のうちの一人で、雄一の妻。理佐子とは同郷で、彼女の勤めるクラブに夫を伴って行ったことがある。
容姿端麗だが、自虐的かつ小心者で、地味な学生時代を過ごしていたらしい。就職難の時代に、コネで大手金融機関「四葉銀行」に就職、「ミス四葉」にも選ばれる。財務省の接待で雄一と知り合い、結婚した。
人の意見に便乗するきらいがある。神経質な夫との生活にストレスを溜めており、「薔薇姫の森」というブログでアレンジ日記をつづって現実逃避している。
河合 雄一〈36〉
演 - 光石研
ひとみの夫で、財務省に勤める官僚。上司の金沢は、結婚の仲人である。出世意欲旺盛で、世間体を異常に気にしており、ひとみの家計管理や外での行動もきびしくチェックしている。
8年前、妻の縁で通うようになった理佐子のクラブで事件に巻き込まれた。最終回で真相を告白して、辞職。ひとみとも離婚するつもりであったが、ひとみの励ましにより、一家でやり直すために引っ越していった。
河合 晴彦〈6〉 / 河合 奈々〈4〉
演 - 平野心暖 / 松本春姫
雄一とひとみの子供で、二人とも幼稚園児。奈々は、公式サイトでは「元気いっぱいのおてんばさん」との設定である。

### 鮫島家
鮫島 真由子〈25〉
演 - 吹石一恵
主人公4人組のうちのひとりで、賢治の妻。理佐子とはイタリア旅行で知り合ったが、賢治との結婚後は疎遠になっていた。
経営難の呉服店に育ったため、小さいころから裕福な暮らしにあこがれていたらしい。元モデルだが、大した活躍をしていたわけではない。3年前に美容整形外科医の賢治と知り合い、彼の妻から奪って結婚した。これによって、裕福な暮らしを手に入れるが、その代わりに賢治の嫉妬と束縛に耐えなければならなくなった。また、「新しい妻と子供を作らない」との条件で賢治の離婚と再婚が成立しているため、子供を持てないでいる。
育った環境のせいか、「心」よりも「物」にこだわるきらいがあり、わがままなところがある。最終回で幼稚な自分に気づき、「もっと（精神的に）成長したい」という理由で賢治と離婚した。
鮫島 賢治〈45〉
演 - 遠藤憲一
真由子の夫で、芸能人御用達の一流美容整形外科「鮫島クリニック」を経営。年商数億円で、時価3億円のデザイナーズマンションで裕福な生活をしている。妻子を捨てて真由子と結婚した。若い妻の気持ちが離れるのを恐れ、異常なまでに監視・束縛している。
理佐子が勤めていたクラブの常連で、理佐子とも懇意であったが、真由子に乗り換えた。失踪前の理佐子に借金を頼まれ、「家族に秘密を作りたくない」と拒否している。最終回で真由子に出て行かれるが、その後も真由子を追いかけている模様。

### 新藤家
新藤 たまき〈52〉
演 - 桃井かおり
主人公4人組のうちの一人で、哲夫の妻。スウェーデン人に仕えるセクレタリー。理佐子は一時期彼女の下で働いていた。
国際秘書検定および米国秘書検定に合格してキャリアを重ねてきたキャリアウーマン。法律事務所に勤めていた哲夫と結婚、息子・駿介をもうけ、哲夫も弁護士資格を取ったが、夫は大手法律事務所をクビになり、息子も引きこもりになってしまった。
若い頃は「やんちゃ」しており、貴子らと共に留置場に入れられた際、その旨を告白して「番長」とからかわれている。
新藤 哲夫〈44〉
演 - 石原良純
たまきの夫で、弁護士。一つ所で長続きせず、ほとんど主夫のような状態だったが、それは後述のたまきのお芝居に付き合うためであった。
8年前、理佐子に頼まれた たまきの紹介で、慶介の件を担当。その際、力不足から示談金が一千万円にもなったことを悔いており、その償いとして理佐子の失踪に協力する。事件を機にたまきとの「絆」であった駿介の部屋が開かれたことから、最終回でたまきとの婚姻を解消した。
新藤 駿介〈15〉
※会話の中のみに登場
たまきと哲夫の子供。ひきこもりとの説明であったが、実は小学4年生（10歳）の時、臨海学校で事故死、それを受け入れられないたまきが芝居をしていたのだった。決して扉の開かれることのない彼の部屋に、理佐子は一時かくまわれた。

### その他
白石 理佐子〈40〉
演 - 戸田菜穂
まったく境遇の異なる貴子ら4人を引き合わせたキーパーソン。ひとみとは同郷。貴子は客室乗務員時代の同期。たまきはその後勤めた事務所の上司。真由子とは旅行で知り合った。第1話で、結婚式の夜のバチェラレットパーティ中、失踪する。
ホステスとして勤めていたクラブで、ピアニストの卵だった慶介と知り合い、愛し合うようになる。8年前の傷害事件で、慶介のピアニストとしての将来を壊すまいと、高額の示談金を代わりに支払った。結婚を機に再び金沢に金を要求され、秀典や賢治にも借金を断られて、ついに相手を殺す決心をする。疎遠になっていた貴子らを結婚式に呼んだのはアリバイ作りのためであったが、結局相手のひざを刺しただけで逃げ、その後は哲夫の助けを借りて逃亡を続けていた。
久木田 慶介〈35〉
演 - 加藤虎ノ介
理佐子の夫で、ピアニスト。ニューヨークを拠点に活動しており、日本人で初めてニューヨークフィルと契約を結んだ。たまきの発言から、「久木田慶介」はいわゆる芸名であることが分かるが、本名は不明。
留学を控えていた8年前、理佐子を侮辱した金沢を殴り、顔面骨折をおわせてしまうが、理佐子の献身により留学を果たすことができた。理佐子失踪の真相を突き止めるべく、同じく理佐子の行方を追う貴子に近づく。理佐子が逮捕された際、勝沼の計らいで理佐子と再会することができた。
金沢 光介
演 - 春田純一
河合雄一の上司で、財務省の局長。雄一とひとみの仲人でもある。
8年前、とある銀行の重役たちを高級なワインで接待していたところをフリーライターに見られ、ゆすられる。そのライターの素性を割り出そうとホステスであった理佐子にしつこくからみ、彼女を侮辱したことから、恋人であった久木田慶介に顔面骨折させられた。雄一の提案で、裁判にするよりも示談金をフリーライターへの金に充てることにしたが、その後もゆすりが続き、金策尽きたために、慶介との結婚の決まった理佐子に再び金を求める。思いあまった理佐子に殺されかけるが、足をさされただけで済み、その後の勝沼の捜査でも知らないふりをしていた。最終回で真相が明らかになり、逮捕された。
浮田 夏子
演 - 滝沢沙織
高柳秀典の部下。貴子が秀典にプレゼントされたのと同じネックレスをつけており、貴子は関係を疑っているが、秀典と夏子はただの仕事のパートナーだと主張している。
川島 礼二〈26〉
演 - 植田浩望
とあるサロンに勤める美容師。「逆ナンゲーム」で、ひとみにナンパされた。ひとみと親しくなり、水谷隼人と共謀して金を巻き上げようとしたが、次第に本気で好きになる。ひとみのブログ「薔薇姫の森」の存在を知っており、「ヘアカット王子」の名でコメントもしている。
水谷 隼人〈23〉
演 - 細田よしひこ
会社「ライフ証券」に勤める営業マン。「逆ナンゲーム」で、真由子にナンパされた。大口契約を結んでもらうために真由子と親しくしていたが、次第に本当に心ひかれていく。

### 麻布東警察署関係者
勝沼 龍太郎〈54〉
演 - 小日向文世
麻布東警察署の刑事。階級は巡査部長。麻薬の女売人を捜査中、たまきにナンパされ、偽名で貴子らと知り合う。その後、たまたま理佐子失踪事件の担当となった。昔、妻が失踪し、そのまま亡くなった経験から、失踪事件に固執している。最終回で哲夫と離婚し、「もう年下の男はうんざり」とつぶやくたまきに「俺は年下じゃないぞ」と返すなど、たまきに気があるようである。
甘利 俊樹
演 - 小浜正寛
勝沼の部下（巡査長）。
口の悪い勝沼とは対照的で礼儀正しく真面目な警察官。

## スタッフ
- 脚本 - 井上由美子
- プロデューサー - 生野慈朗、植田博樹
- 演出 - 生野慈朗、髙成麻畝子、山本剛義
- 制作 - TBSテレビ
- 製作著作 - TBS

## 主題歌
- 福原美穂「LOVE 〜winter song〜」（gr8! records）

## 放送日程
| 各話                                                       | 放送日         | サブタイトル                     | 演出       | 視聴率 |
| ---------------------------------------------------------- | -------------- | -------------------------------- | ---------- | ------ |
| 第1話                                                      | 2008年10月19日 | 今夜発覚! 女の本音はスキャンダル | 生野慈朗   | 16.9%  |
| 第2話                                                      | 2008年10月26日 | 女友達の不幸は蜜の味             | 生野慈朗   | 14.4%  |
| 第3話                                                      | 2008年11月02日 | 夫たちにお仕置き                 | 髙成麻畝子 | 11.4%  |
| 第4話                                                      | 2008年11月09日 | 衝撃!! 夫が逮捕される            | 山本剛義   | 12.1%  |
| 第5話                                                      | 2008年11月16日 | 真相!! 全てがつながる            | 生野慈朗   | 10.9%  |
| 第6話                                                      | 2008年11月23日 | 新展開!! 女たちの逆襲            | 生野慈朗   | 10.4%  |
| 第7話                                                      | 2008年11月30日 | 秘密の部屋                       | 髙成麻畝子 | 12.3%  |
| 第8話                                                      | 2008年12月07日 | 妻の涙、母の涙                   | 山本剛義   | 11.5%  |
| 第9話                                                      | 2008年12月14日 | 妻が夫を捨てる日                 | 髙成麻畝子 | 15.2%  |
| 最終話                                                     | 2008年12月21日 | 友よ! 大切な人よ                 | 生野慈朗   | 15.5%  |
| 平均視聴率 13.1%（視聴率は関東地区・ビデオリサーチ社調べ） |                |                                  |            |        |